# 安歆集团
安歆集团簡稱安歆，是中華人民共和國一家企业员工住宿产品提供商，成立于2014年。截至2020年，安歆集团業務遍佈中華人民共和國24个城市，旗下200家直营店及合作门店提供住宿服務，床位数超過10万张，有2000家以上，覆的企業為安歆集团的客戶。

## 外部連結
- 官方网站